# جون غرين (سياسي)
جون غرين (بالإنجليزية: John Green)‏ هو سياسي أسترالي، ولد في 10 سبتمبر 1945. حزبياً، نشط في حزب العمال الأسترالي. وقد انتخب عضو مجلس نواب تسمانيا عن دائرة دنيسون ‏ (17 أغسطس 1974 – 16 فبراير 1980).